# Spielvereinigung Bayreuth 1980-1981
Questa voce raccoglie le informazioni riguardanti la Spielvereinigung Bayreuth nelle competizioni ufficiali della stagione 1980-1981.

## Stagione
Nella stagione 1980-1981 il Bayreuth, allenato da Gerhard Pfeiffer e Norbert Wagner, concluse il campionato di 2. Bundesliga al 9º posto. In Coppa di Germania il Bayreuth fu eliminato al secondo turno dallo Stoccarda.

## Rosa
| N. |                     | Ruolo | Calciatore           |
| -- | ------------------- | ----- | -------------------- |
|    | Germania (bandiera) | P     | Roland Grüner        |
|    | Germania (bandiera) | P     | Wolfgang Mahr        |
|    | Germania (bandiera) | P     | Norbert Schumbrutzki |
|    | Germania (bandiera) | D     | Horst Bender         |
|    | Germania (bandiera) | D     | Harald Bleckert      |
|    | Germania (bandiera) | D     | Jörg Dittwar         |
|    | Germania (bandiera) | D     | Rainer Dörr          |
|    | Germania (bandiera) | D     | Sepp Weiß            |
|    | Germania (bandiera) | D     | Lothar Wolf          |
|    | Germania (bandiera) | C     | Hubert Besl          |
|    | Germania (bandiera) | C     | Hartmut Braun        |

| N. |                     | Ruolo | Calciatore          |
| -- | ------------------- | ----- | ------------------- |
|    | Germania (bandiera) | C     | Wolfgang Breuer     |
|    | Germania (bandiera) | C     | Harald Dollhopf     |
|    | Germania (bandiera) | C     | Wolfgang Gunselmann |
|    | Germania (bandiera) | C     | Herbert Horn        |
|    | Germania (bandiera) | C     | Achim Jobst         |
|    | Germania (bandiera) | A     | Manfred Größler     |
|    | Germania (bandiera) | A     | Andreas Hoffmann    |
|    | Germania (bandiera) | A     | Andreas Kerber      |
|    | Germania (bandiera) | A     | Rüdiger Scheler     |
|    | Germania (bandiera) | A     | Helmut Schmitz      |
|    | Germania (bandiera) | A     | Uwe Sommerer        |

## Organigramma societario
Area tecnica
- Allenatore: Norbert Wagner
- Allenatore in seconda:
- Preparatore dei portieri:
- Preparatori atletici:

## Calciomercato

### Sessione estiva
| Acquisti | Acquisti         | Acquisti            | Acquisti |
| R.       | Nome             | da                  | Modalità |
| -------- | ---------------- | ------------------- | -------- |
| D        | Horst Bender     | Röchling Völklingen |          |
| D        | Rainer Dörr      | Würzburg            |          |
| A        | Andreas Hoffmann | Röchling Völklingen |          |
| D        | Sepp Weiß        | Würzburg            |          |

| Cessioni | Cessioni         | Cessioni     | Cessioni |
| R.       | Nome             | a            | Modalità |
| -------- | ---------------- | ------------ | -------- |
| C        | Uwe Schreml      | Monaco 1860  |          |
| C        | Klaus Brand      | Uerdingen 05 |          |
| D        | Reinhard Brendel | Norimberga   |          |

### Sessione invernale
| Acquisti | Acquisti | Acquisti | Acquisti |
| R.       | Nome     | da       | Modalità |
| -------- | -------- | -------- | -------- |

| Cessioni | Cessioni | Cessioni | Cessioni |
| R.       | Nome     | a        | Modalità |
| -------- | -------- | -------- | -------- |

## Risultati

### 2. Bundesliga

#### Girone di andata
| Arbitro: | Michel |

|                          |           |  |
| Hoffmann 29’ Größler 32’ | Marcatori |  |

| Arbitro: | Theobald |

|            |           |             |
| Krause 14’ | Marcatori | 79’ Schreml |

| Arbitro: | Dücker |

|                                                     |           |           |
| Öttle 9’ (aut.) Hoffmann 16’, 22’ Sommerer 20’, 56’ | Marcatori | 87’ Marek |

| Arbitro: | Matheis |

|                                       |           |  |
| Schneider 27’ Schwehr 86’ Schrade 86’ | Marcatori |  |

| Arbitro: | Wohlfarth |

|            |           |             |
| Kiefer 67’ | Marcatori | 82’ Schmitz |

| Arbitro: | Schmidhuber |

|                               |           |              |
| Besl 20’ Schreml 25’ Horn 74’ | Marcatori | 31’ Bergmann |

| Arbitro: | Schmoock |

|  |           |                       |
|  | Marcatori | 25’ Besl 64’ Sommerer |

| Arbitro: | Brückner |

|             |           |          |
| Schmitz 69’ | Marcatori | 57’ Beck |

| Arbitro: | Hellwig |

|                                         |           |                         |
| Nathmann 29’ Zahnleiter 39’ Hoecker 66’ | Marcatori | 8’ Sommerer 14’ Schmitz |

| Arbitro: | Ulm |

|  |           |             |
|  | Marcatori | 11’ Sarroca |

| Arbitro: | Linn |

|                                              |           |                          |
| Neumann 35’ (rig.), 68’ (rig.) Cestonaro 70’ | Marcatori | 77’ Sommerer 90’ Schmitz |

| Arbitro: | Filla |

|          |           |  |
| Dörr 75’ | Marcatori |  |

| Arbitro: | Binninger |

|                 |           |                          |
| Horn 39’ (aut.) | Marcatori | 30’ Hoffmann 44’ Schmitz |

| Arbitro: | Neuner |

|                          |           |                                     |
| Sommerer 39’ Schreml 77’ | Marcatori | 22’ Trieb 29’ Klein 54’ (rig.) Jörg |

| Arbitro: | Luca |

|  |           |                                                    |
|  | Marcatori | 42’, 78’ Größler 43’ Schmitz 55’ Sommerer 89’ Besl |

| Arbitro: | Boos |

|             |           |                             |
| Schmitz 90’ | Marcatori | 25’ Leiendecker 37’ Aumeier |

| Arbitro: | Dücker |

|  |           |          |
|  | Marcatori | 62’ Horn |

| Bayreuth 6 dicembre 1980 18ª giornata | Bayreuth | 0 – 0 referto | VfR Bürstadt | Hans-Walter-Wild Stadion (1 500 spett.)\| Arbitro: \| Correll \| |
| Arbitro:                              | Correll  |               |              |                                                                  |

| Arbitro: | Huster |

|              |           |             |
| Dollmann 26’ | Marcatori | 67’ Schmitz |

#### Girone di ritorno
| Ingolstadt 1º febbraio 1981 20ª giornata | ESV Ingolstadt | 0 – 0 referto | Bayreuth | ESV-Stadion (1 200 spett.)\| Arbitro: \| Walz \| |
| Arbitro:                                 | Walz           |               |          |                                                  |

| Bayreuth 22 gennaio 1981 21ª giornata | Bayreuth    | 0 – 0 referto | Kickers Offenbach | Hans-Walter-Wild Stadion (2 600 spett.)\| Arbitro: \| Schraivogel \| |
| Arbitro:                              | Schraivogel |               |                   |                                                                      |

| Arbitro: | Filla |

|                                          |           |                      |
| Harforth 19’ Dörr 31’ (aut.) Poulsen 60’ | Marcatori | 67’ Größler 89’ Besl |

| Arbitro: | Föckler |

|          |           |                                 |
| Besl 50’ | Marcatori | 32’, 72’ Rohrbach 83’ Schneider |

| Arbitro: | Joos |

|          |           |                     |
| Wolf 86’ | Marcatori | 55’ Schön 71’ Makan |

| Arbitro: | Schweiger |

|                        |           |                    |
| Seelmann 18’ Weber 57’ | Marcatori | 11’ (rig.) Größler |

| Arbitro: | Röder |

|                                         |           |                                          |
| Sommerer 22’, 50’ Schmitz 38’ Jobst 65’ | Marcatori | 42’ (aut.) Wolf 76’ Traser 82’ Hanschitz |

| Arbitro: | Linn |

|          |           |                                                |
| Beck 44’ | Marcatori | 53’ Scheler 55’ Sommerer 59’ (aut.) Gellweiler |

| Arbitro: | Wohlfarth |

|              |           |                          |
| Sommerer 39’ | Marcatori | 13’ Mattern 62’ Nathmann |

| Francoforte sul Meno 21 marzo 1981 29ª giornata | FSV Francoforte | 0 – 0 referto | Bayreuth | Stadion am Bornheimer Hang (700 spett.)\| Arbitro: \| Sahner \| |
| Arbitro:                                        | Sahner          |               |          |                                                                 |

| Arbitro: | Vielsack |

|                                 |           |               |
| Sommerer 58’ Schmitz 68’ (rig.) | Marcatori | 44’ Cestonaro |

| Arbitro: | Dahler |

|                        |           |             |
| Birner 23’ Schüler 35’ | Marcatori | 15’ Scheler |

| Arbitro: | Aldinger |

|                   |           |           |
| Besl 11’ Horn 19’ | Marcatori | 34’ Hampl |

| Arbitro: | Boos |

|          |           |                      |
| Jörg 78’ | Marcatori | 74’ Dörr 76’ Scheler |

| Bayreuth 24 aprile 1981 34ª giornata | Bayreuth    | 0 – 0 referto | Eppingen | Hans-Walter-Wild Stadion (2 900 spett.)\| Arbitro: \| Aulenbacher \| |
| Arbitro:                             | Aulenbacher |               |          |                                                                      |

| Arbitro: | Brückner |

|                                                         |           |                  |
| Novković 14’ Leiendecker 47’ Aumeier 61’ Hermandung 64’ | Marcatori | 37’, 76’ Schmitz |

| Arbitro: | Scheffner |

|                      |           |              |
| Braun 5’ Größler 70’ | Marcatori | 10’ Käufling |

| Arbitro: | Linn |

|          |           |                                       |
| Hupp 53’ | Marcatori | 16’ Besl 40’ Horn 64’ (rig.) Sommerer |

| Arbitro: | Luca |

|             |           |                                               |
| Schmitz 68’ | Marcatori | 3’ Steinkirchner 10’, 58’ Buchwald 52’ Dreher |

### Coppa di Germania
| Arbitro: | Dellwing |

|           |           |          |
| Georg 17’ | Marcatori | 59’ Dörr |

| Arbitro: | Röder |

|                         |           |              |
| Schmitz 7’ Hoffmann 48’ | Marcatori | 84’ Dufresne |

| Arbitro: | Hontheim |

|            |           |                           |
| Kerber 76’ | Marcatori | 67’ Müller 68’, 90’ Klotz |

## Statistiche

### Statistiche di squadra
| Competizione      | Punti | In casa | In casa | In casa | In casa | In casa | In casa | In trasferta | In trasferta | In trasferta | In trasferta | In trasferta | In trasferta | Totale | Totale | Totale | Totale | Totale | Totale | DR |
| Competizione      | Punti | G       | V       | N       | P       | Gf      | Gs      | G            | V            | N            | P            | Gf           | Gs           | G      | V      | N      | P      | Gf     | Gs     | DR |
| ----------------- | ----- | ------- | ------- | ------- | ------- | ------- | ------- | ------------ | ------------ | ------------ | ------------ | ------------ | ------------ | ------ | ------ | ------ | ------ | ------ | ------ | -- |
| 2. Bundesliga     | 39    | 19      | 8       | 4       | 7       | 29      | 26      | 19           | 7            | 5            | 7            | 31           | 27           | 38     | 15     | 9      | 14     | 60     | 53     | +7 |
| Coppa di Germania | -     | 2       | 1       | 0       | 1       | 3       | 4       | 1            | 0            | 1            | 0            | 1            | 1            | 3      | 1      | 1      | 1      | 4      | 5      | -1 |
| Totale            | 39    | 21      | 9       | 4       | 8       | 32      | 30      | 20           | 7            | 6            | 7            | 32           | 28           | 41     | 16     | 10     | 15     | 64     | 58     | +6 |

### Andamento in campionato
| Giornata  | 1 | 2 | 3 | 4 | 5 | 6 | 7 | 8 | 9 | 10 | 11 | 12 | 13 | 14 | 15 | 16 | 17 | 18 | 19 | 20 | 21 | 22 | 23 | 24 | 25 | 26 | 27 | 28 | 29 | 30 | 31 | 32 | 33 | 34 | 35 | 36 | 37 | 38 |
| --------- | - | - | - | - | - | - | - | - | - | -- | -- | -- | -- | -- | -- | -- | -- | -- | -- | -- | -- | -- | -- | -- | -- | -- | -- | -- | -- | -- | -- | -- | -- | -- | -- | -- | -- | -- |
| Luogo     | C | T | C | T | T | C | T | C | T | C  | T  | C  | T  | C  | T  | C  | T  | C  | T  | T  | C  | T  | C  | C  | T  | C  | T  | C  | T  | C  | T  | C  | T  | C  | T  | C  | T  | C  |
| Risultato | V | N | V | P | N | V | V | N | P | P  | P  | V  | V  | P  | V  | P  | V  | N  | N  | N  | N  | P  | P  | P  | P  | V  | V  | P  | N  | V  | P  | V  | V  | N  | P  | V  | V  | P  |
| Posizione | 2 | 2 | 2 | 7 | 7 | 4 | 3 | 3 | 6 | 8  | 9  | 8  | 6  | 7  | 6  | 7  | 7  | 7  | 8  | 8  | 8  | 8  | 9  | 10 | 11 | 10 | 10 | 11 | 11 | 11 | 11 | 11 | 10 | 10 | 10 | 9  | 9  | 9  |

Legenda:

Luogo: C = Casa; T = Trasferta. Risultato: V = Vittoria; N = Pareggio; P = Sconfitta.

### Statistiche dei giocatori
| Giocatore       | 2. Bundesliga | 2. Bundesliga | 2. Bundesliga | 2. Bundesliga | Coppa di Germania | Coppa di Germania | Coppa di Germania | Coppa di Germania | Totale   | Totale | Totale      | Totale     |
| Giocatore       | Presenze      | Reti          | Ammonizioni   | Espulsioni    | Presenze          | Reti              | Ammonizioni       | Espulsioni        | Presenze | Reti   | Ammonizioni | Espulsioni |
| --------------- | ------------- | ------------- | ------------- | ------------- | ----------------- | ----------------- | ----------------- | ----------------- | -------- | ------ | ----------- | ---------- |
| H. Bender       | 34            | 0             | 4             | 0             | 3                 | 0                 | 0                 | 0                 | 37       | 0      | 4           | 0          |
| H. Besl         | 30            | 7             | 0             | 0             | 2                 | 0                 | 0                 | 0                 | 32       | 7      | 0           | 0          |
| H. Bleckert     | 37            | 0             | 3             | 0             | 2                 | 0                 | 0                 | 0                 | 39       | 0      | 3           | 0          |
| H. Braun        | 2             | 1             | 0             | 0             | 0                 | 0                 | 0                 | 0                 | 2        | 1      | 0           | 0          |
| W. Breuer       | 0             | 0             | 0             | 0             | 0                 | 0                 | 0                 | 0                 | 0        | 0      | 0           | 0          |
| J. Dittwar      | 0             | 0             | 0             | 0             | 0                 | 0                 | 0                 | 0                 | 0        | 0      | 0           | 0          |
| H. Dollhopf     | 0             | 0             | 0             | 0             | 0                 | 0                 | 0                 | 0                 | 0        | 0      | 0           | 0          |
| R. Dörr         | 36            | 2             | 0             | 0             | 3                 | 1                 | 0                 | 0                 | 39       | 3      | 0           | 0          |
| M. Größler      | 33            | 6             | 2             | 0             | 3                 | 0                 | 0                 | 0                 | 36       | 6      | 2           | 0          |
| R. Grüner       | 0             | 0             | 0             | 0             | 0                 | 0                 | 0                 | 0                 | 0        | 0      | 0           | 0          |
| W. Gunselmann   | 4             | 0             | 0             | 0             | 0                 | 0                 | 0                 | 0                 | 4        | 0      | 0           | 0          |
| A. Hoffmann     | 32            | 4             | 6             | 0             | 3                 | 1                 | 1                 | 0                 | 35       | 5      | 7           | 0          |
| H. Horn         | 33            | 4             | 0             | 0             | 2                 | 0                 | 0                 | 0                 | 35       | 4      | 0           | 0          |
| A. Jobst        | 16            | 1             | 0             | 0             | 0                 | 0                 | 0                 | 0                 | 16       | 1      | 0           | 0          |
| A. Kerber       | 8             | 0             | 0             | 0             | 2                 | 1                 | 0                 | 0                 | 10       | 1      | 0           | 0          |
| W. Mahr         | 36            | 0             | 0             | 0             | 3                 | 0                 | 0                 | 0                 | 39       | 0      | 0           | 0          |
| R. Scheler      | 33            | 3             | 3             | 0             | 2                 | 0                 | 0                 | 0                 | 35       | 3      | 3           | 0          |
| H. Schmitz      | 37            | 13            | 1             | 0             | 3                 | 1                 | 0                 | 0                 | 40       | 14     | 1           | 0          |
| U. Schreml      | 13            | 3             | 4             | 0             | 3                 | 0                 | 0                 | 0                 | 16       | 3      | 4           | 0          |
| N. Schumbrutzki | 3             | 0             | 0             | 0             | 0                 | 0                 | 0                 | 0                 | 3        | 0      | 0           | 0          |
| U. Sommerer     | 36            | 13            | 3             | 0             | 3                 | 0                 | 0                 | 0                 | 39       | 13     | 3           | 0          |
| J. Weiß         | 30            | 0             | 2             | 0             | 3                 | 0                 | 0                 | 0                 | 33       | 0      | 2           | 0          |
| L. Wolf         | 36            | 1             | 3             | 0             | 2                 | 0                 | 0                 | 0                 | 38       | 1      | 3           | 0          |